# Drielandentrein

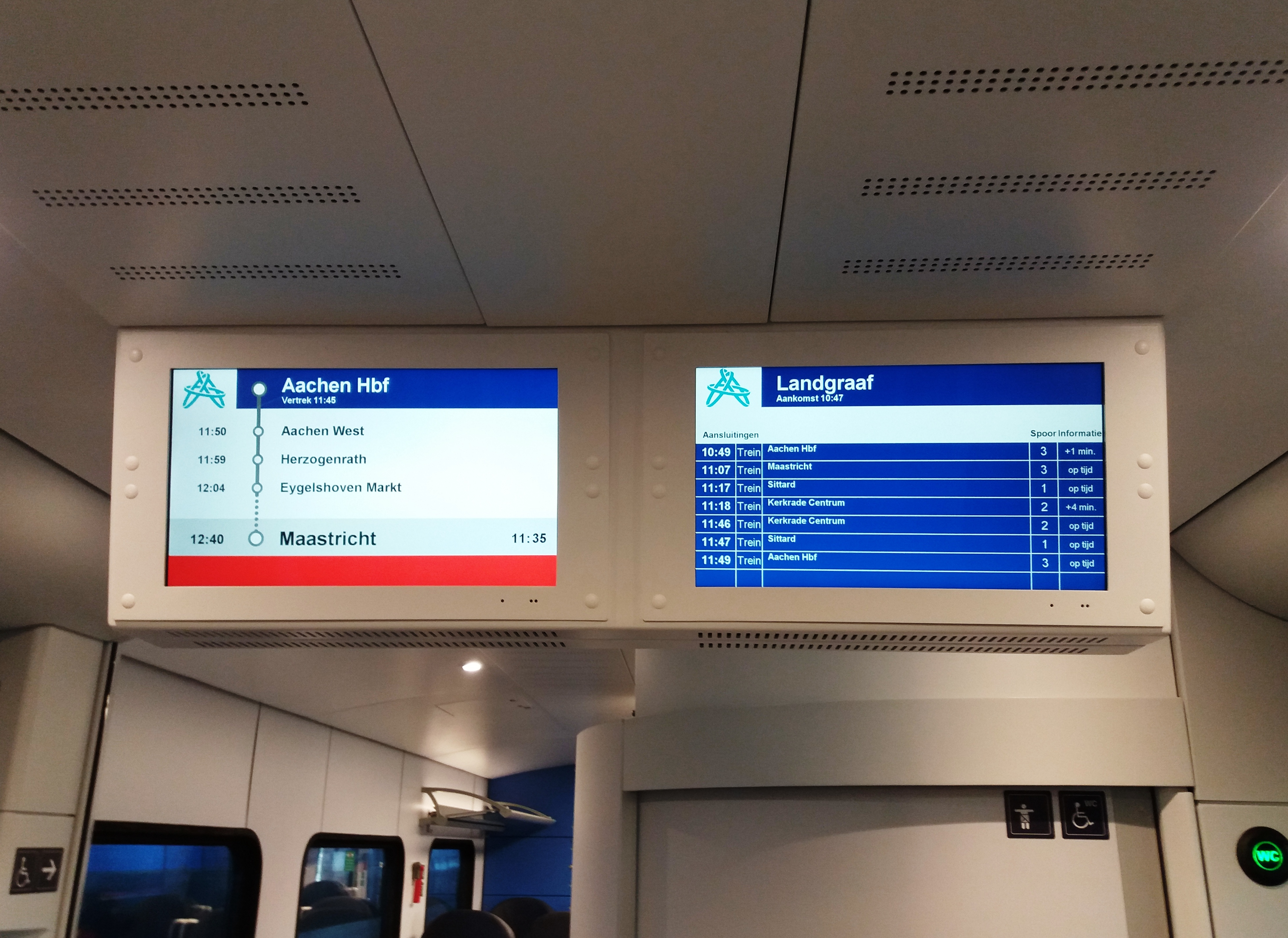
Passagiersinformatiesysteem in de Drielandentrein

De Drielandentrein (ook LIMAX genoemd) is de treindienst  tussen Aken en Luik via onder meer Maastricht, met FLIRT-treinen van Arriva. In Duitsland heet de dienst RE 18. In België is de vervoerder van deze trein de NMBS en deze treindienst heet daar S43 (S-trein Luik).
Op 30 juni 2024 is deze treindienst  vanuit Maastricht verlengd naar de Belgische stad Luik, vandaar de naam 'Drielandentrein'. De bijnaam LIMAX verwijst naar de drie grootste steden op dit traject: Liège - Maastricht - Aachen - Express.

## Regional-Express 18 tussen Aken en Maastricht
De Regional-Express 18 (RE18) tussen Aken en Maastricht bestaat sinds 27 januari 2019, toen een sneltrein van de verbinding Maastricht - Heerlen verlengd werd naar het Duitse Aken. Deze dienst vervangt de voormalige Euregiobahn tussen Heerlen en Aken. Ze wordt uitgevoerd door Arriva (deel van de concessie Limburg tussen Maastricht en de Duitse grens), en wordt geëxploiteerd met tricourante FLIRT-treinstellen die onder de Duitse, Nederlandse en Belgische bovenleidingspanning kunnen rijden.

## Treindienst

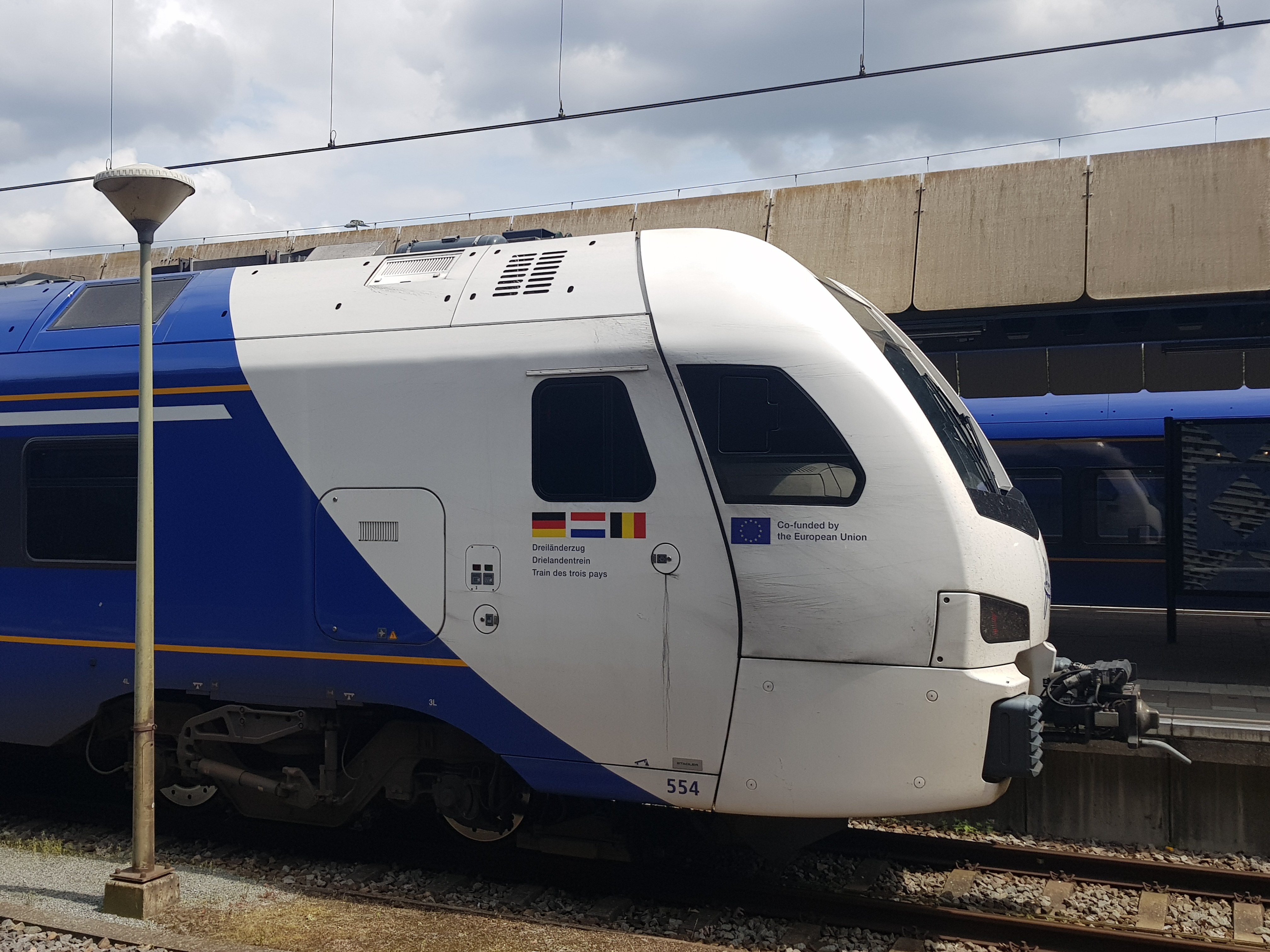
Trein met drietalige aanduiding: Dreiländerzug / Drielandentrein / Train des trois pays

De Drielandentrein rijdt in de dienstregeling 2024 twee keer per uur tussen Maastricht, Heerlen en Aachen Hbf en één keer per uur tussen Luik en Maastricht. Enkele ritten stoppen niet in Eygelshoven Markt. Voor de treindienst heeft Arriva acht FLIRT-treinstellen aangeschaft die geschikt zijn voor het Nederlandse, Belgische en Duitse netwerk.

### Tarieven
De Nederlandse OV-chipkaart is geldig op het Nederlands-Duitse traject. De treindienst vanaf Maastricht richting Duitsland is opgenomen in de Arriva-concessie voor het openbaar vervoer in de provincie Limburg. Ook nationale abonnementen van NS, en het studentenreisproduct, zijn daar geldig. Een en ander geldt op het Nederlandse deel van het traject en voor ritten tussen Nederland en Duitsland, maar niet voor Duitse binnenlandse ritten.
Bij de start van de verlenging naar België bleven de bestaande tarieven per deeltraject geldig:
- binnen België (Liège-Guillemins - Visé): met een NMBS-vervoerbewijs (in de app of op papier) met alle binnenlandse NMBS-tariefformules, omdat dit hoort bij het openbaredienstcontract (concessie) van de NMBS.
- grensoverschrijdend tussen een willekeurig station in België en een willekeurig station in Nederland of een van de Duitse stations op de lijn: met een internationaal vervoerbewijs van NS/NMBS (in de app of op papier). Hier zijn geen abonnementen of tarieven voor doelgroepen.
- tussen Eijsden en Aachen Hbf (maar niet voor een reis enkel in Duitsland): met de OV-chipkaart bij Arriva (Limburgse producten en tarieven)
- tussen Eijsden en Maastricht: kan ook met een ticket van, of met de OV-chipkaart, bij NS omdat dit deel is van de NS-concessie op het hoofdrailnet
- tussen Heerlen en Aachen Hbf: kan ook met het Übergangstarif.
- binnenlandse rit binnen Duitsland (Herzogenrath - Aachen Hbf): Duitse tarieven en tickets
- geldig in alle drie landen: het Euregioticket met een vaste prijs, geldig voor één dag. Dit ticket is daarnaast ook geldig in andere bussen en treinen in de drielandenregio.

#### Kritiek op tariefsystemen
Vóór de start van de uitbreiding naar België (30 juni 2024) kwam er kritiek op het niet ondersteunen van de OV-chipkaart, die Nederlandse reizigers gewoon zijn te gebruiken. Het plan om OV-chipkaartlezers te installeren op de drie Belgische stations ging voorlopig niet door, omdat de achterliggende ticketsystemen "niet ingericht waren om met buitenlandse tarieven of nieuwe tarievenstelsels te werken".
De OV-chipkaart is niet bruikbaar voor reizen van en naar België, voor deze reizen is Maastricht het laatste Nederlandse station tot waar een OV-chipkaart praktisch bruikbaar is.
In Nederland werden voor deze ene trein twee verschillende OV-chipkaartlezers gebruikt: die van Arriva en die van NS. Reizigers in Maastricht moesten weten wat voor hen de juiste OV-chipkaartlezer is om in of uit te checken, afhankelijk van welk deeltraject: Aachen-Maastricht (Arriva) of Maastricht-Eijsden (NS). Doorgaande reizigers op de Drielandentrein moesten tijdens de halte in Maastricht uitstappen om uit- en/of in te checken, als ze met de OV-chipkaart reizen. Op Eijsden zijn tegenwoordig ook Arriva OV-chipkaartlezers geplaatst, zodat dit geen probleem meer is: op het traject Eijsden - Maastricht mag men naar keuze ingecheckt zijn bij Arriva of bij NS. Binnen het traject Eijsden - Aachen volstaat dus het ingecheckt zijn bij Arriva, en kan men dus (behalve voor een binnenlandse rit binnen Duitsland) ook de landelijke Nederlandse abonnementen gebruiken.

## Geschiedenis
Tot 1992 reden er rechtstreekse treinen tussen Maastricht en Aken, toen nog uitgevoerd door NS. De trein legde de afstand af in 40 minuten, doordat deze via de kortere route via Simpelveld reed. 
Met de vernieuwde aanbesteding van de OV-concessie Limburg rond 2015 ontstond de wens om de bestaande stoptrein Heerlen - Aachen Hbf te verlengen naar Maastricht en deze beter te integreren met de binnenlandse dienstregeling in Nederland. Vanuit dit plan ontstond het idee voor de Drielandentrein, een rechtstreekse verbinding tussen Aken en Luik via Heerlen en Maastricht. Deze doorkoppeling is niet zozeer bedoeld als snelle verbinding tussen Aken en Luik (de hogesnelheidstreinen die via de HSL 3 rijden leggen de afstand tussen de twee steden af in 22 minuten), maar om het dichtbevolkte Zuid-Limburg directe verbindingen te geven met zowel Luik als Aken. Tussen Heerlen en Aken en tussen Maastricht en Luik vervangt deze verbinding de bestaande stoptreinen. 
Op 2 juni 2015 kondigde de provincie Limburg aan dat de aanbesteder Abellio oneerlijke voordelen had. Hierdoor kreeg het op de tweede plaats geëindigde Arriva Personenvervoer Nederland het contract voor de concessie.
In het voorjaar van 2018 werd ter voorbereiding van de Drielandentrein begonnen met de elektrificatie van de 6,5 kilometer spoor tussen Landgraaf en Herzogenrath. Deze elektrificatie was in december 2018 afgerond.
De bedoeling was om de treindienst te starten samen met de dienstregeling 2019 op 9 december 2018. Voor het Duitse deel van het traject had Arriva nog geen goedkeuring gekregen omdat de toelatingsprocedure om op het Duitse spoor te mogen rijden niet afgerond was. Op dit traject werden vanaf de nieuwe dienstregeling bussen ingezet. Vanaf zondag 27 januari 2019 ging de Drielandentrein ook rijden op het Duitse deel van het traject doordat de toelatingsprocedure voor het Duitse spoor geregeld was. Op 16 februari 2019 konden passagiers de nieuwe trein tussen Aken en Maastricht gratis testen.
Arriva zou mogelijk de exploitatie van de Drielandentrein per 1 juni 2019 (tijdelijk) hebben moeten staken omdat de trein op een tijdelijke vergunning reed die op 1 juni 2019 afliep. Fabrikant Stadler Rail vroeg bij ILT een nieuwe vergunning, deze werd op 31 mei 2019 alsnog verleend, zodat de trein kon blijven rijden.

### Uitbreiding naar België

#### Weigering wegens ontbreken van ETCS
Arriva wilde de treindienst naar Luik net als de rest van het traject starten op 9 december 2018. Deze startdatum werd niet gehaald, omdat Arriva voor het Belgische deel van het traject geen materieeltoelating kreeg. De FLIRT-treinstellen voldeden namelijk niet aan de Belgische wet uit 2014 die het European Train Control System (ETCS) verplicht op nieuw toegelaten treinen. Hiermee liet de Belgische Dienst Veiligheid en Interoperabiliteit van de Spoorwegen de treinen niet in de reizigersdienst toe. Het Belgische ETCS-Masterplan legde na het treinongeval bij Buizingen (2010) een versnelde invoering van ETCS op, voor alle spoorinfrastructuur en voor alle treinen. Op het moment van de weigering was ETCS op dit traject enkel rond spoorknooppunt Luik actief, maar in juni 2022 kwam effectief op het volledige Belgische traject van spoorlijn 40 ETCS 1 LS in dienst.
Daarom reed de Drielandentrein tot 29 juni 2024 enkel tussen Aken en Maastricht. De NMBS bleef met eigen materieel de stoptrein S43 rijden tussen Maastricht en Luik.

#### Inbouw ETCS
In 2022 werden de treinstellen uitgerust met het ETCS-systeem, waarna de testen voor toelating in België startten. Het plan was op 10 december 2023 de treindienst uit te breiden naar Luik. Dit laatste lukte niet doordat “een aantal onvoorziene, technische uitdagingen” ertoe leidden dat de aanvraag voor toelating te laat bij de ERA werd ingediend door fabrikant Stadler Rail.

#### ETCS-testritten
Van begin december 2023 tot eind januari 2024 werden wegens het uitvoeren van testritten voor ETCS, alle Drielandentreinen tussen Maastricht en Heerlen vervangen door bussen (de stoptreinen op hetzelfde traject reden normaal).

#### Start in België
In maart 2024 werd het verkrijgen van de toelating in België van het ERA aangekondigd alsmede de startdatum 9 juni 2024 voor het verlengen van het traject tot Luik. Door wateroverlast op 17 mei 2024 in het Nederlands-Belgisch grensgebied bij Eijsden en Visé was de spoorlijn onderbroken en werd de verlenging van de Drielandentrein uitgesteld, uiteindelijk tot 30 juni 2024.
De Drielandentrein verving tussen Maastricht en Luik de eigen S-trein S43 van de NMBS. De NMBS rijdt de Drielandentrein op het Belgisch grondgebied (Arriva heeft geen spoorvergunning in België), met haar treinbestuurders en treinbegeleiders. De NS blijft officieel de vervoerder op het Nederlandse traject grens-Maastricht, omdat dit deel uitmaakt van het hoofdrailnet, maar met het NMBS-personeel.
De eerste Arriva FLIRT in reizigersdienst in België, treinstel 556, reed op 19 juni 2024 op het traject S43 Luik - Maastricht ter vervanging van de omloop van een MS80 van de NMBS. De officiële inhuldigingsrit van de Drielandentrein Aken - Luik vond plaats op 26 juni 2024. De eerste rechtstreekse rit voor reizigers tussen de drie landen vond plaats op 30 juni 2024.
De Drielandentrein is de eerste gelijkvloerse reizigerstrein in België met uitschuiftreden aan de deuren, waarmee rolstoelen en kinderwagens zonder moeite kunnen binnenrollen.

## Stopplaatsen
De Drielandentrein stopt op de volgende stations:
- Aachen Hbf
- Aachen West
- Herzogenrath
- Eygelshoven Markt
- Landgraaf
- Heerlen
- Valkenburg
- Meerssen
- Maastricht
- Maastricht Randwyck
- Eijsden
- Wezet (Visé)
- Bressoux
- Luik-Guillemins

## Spoorlijnen
De trein gebruikt vanaf station Aachen Hbf tot aan station Herzogenrath een deel van de spoorlijn Aken - Kassel, tussen Herzogenrath en Heerlen de spoorlijn Sittard - Herzogenrath, tussen Heerlen en Schin op Geul de spoorlijn Heerlen - Schin op Geul, en tussen Schin op Geul en Maastricht de spoorlijn Aken - Maastricht.
De trein gebruikt tussen Maastricht en Y Val Benoît bij Luik de spoorlijn 40 Luik - Maastricht en tussen Y Val Benoît en Luik-Guillemins spoorlijn 37.